# Puer natus in Bethlehem

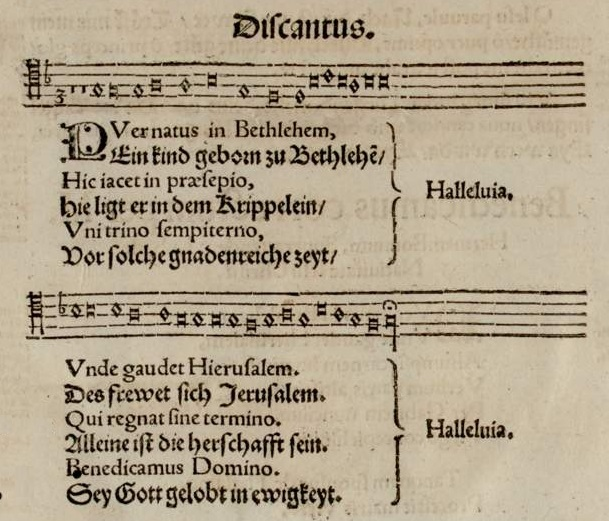
Erstdruck des lateinisch-deutschen Weihnachtsliedes Puer natus in Bethlehem – Ein Kind geborn zu Bethlehem (Lucas Lossius, Nürnberg 1553)

Puer natus in Bethlehem ist ein lateinisches kirchliches Weihnachtslied. Es ist in zahlreiche Sprachen übersetzt worden, auf Deutsch ist es bekannt als Ein Kind geborn zu Bethlehem.

## Geschichte
Der Ursprung des gregorianischen Hymnus ist unbekannt. Er wird seit dem 14. Jahrhundert im Gottesdienst am ersten Weihnachtsfeiertag bzw. zu Epiphanias (6. Januar, Erscheinung des Herrn, Dreikönigstag) gesungen. Zeitweise wurden im deutschen, dänischen und schwedischen Sprachraum die Verse abwechselnd in Lateinisch (Chor) und in der Volkssprache (Gemeinde) gesungen; dies gilt als ein früher Versuch der gesanglichen Einbeziehung der Gemeindemitglieder in den Gottesdienst.
Der älteste bekannte lateinische Text stammt von Anfang des 14. Jahrhunderts, die Anzahl der Verse schwankt in den verschiedenen Aufzeichnungen. Eine erste deutsche Übersetzung stammt von Heinrich Laufenberg aus dem Jahr 1439. Die bekannteste deutsche Variante Ein Kind geborn zu Bethlehem findet sich im Gesangbuch des Valentin Bapst von 1545, sie umfasst 10 Verse. Die volkstümliche Liedmelodie, die nicht auf der gregorianischen Weise basiert, findet sich erstmals bei Lucas Lossius 1553. Johann Sebastian Bach (1685–1750), der sich 1724 dieses Themas zunächst in der Kantate angenommen hatte (Sie werden aus Saba alle kommen, BWV 65, später als Orgelchoral im „Orgelbüchlein“, BWV 603), fügte einen zusätzlichen Vers ein. Werner Neumann vermutet allerdings, dass der Text aus der Feder von Christian Weiß d. Ä. (1671–1737), Pastor an der Thomaskirche in Leipzig stammt.
Es gibt unzählige weitere Kompositionen, u. a. von
- Michael Praetorius (1571–1621): Puer natus in Bethlehem (4-stimmig), Ein Kindelein so löbelich (4-stimmig)
- Johann Hermann Schein (1586–1630): Ein Kind geborn zu Bethlehem (6-stimmig)
- Samuel Scheidt (1587–1654): Puer natus in Bethlehem (8-stimmig), Ein Kind geborn zu Bethlehem (6-stimmig)
- Dietrich Buxtehude (1637–1707): Puer natus in Bethlehem (Orgelchoral), Buxtehude-Werke-Verzeichnis 217

Heute wird das Lied fast ausschließlich als Orgel- oder Chorwerk aufgeführt. Im Evangelischen Gesangbuch der Evangelischen Kirche im deutschsprachigen Raum ist es nicht mehr verzeichnet. Im  alten Gotteslob von 1975 war Puer natus in Bethlehem unter Nr. 146 als Ein Kind geborn zu Bethlehem veröffentlicht. Im Stammteil des 2013 eingeführten neuen Gotteslobes ist das Lied nicht mehr enthalten. Im gemeinsamen Diözesanteil (Anhang) der Bistümer der Kirchenprovinz Hamburg ist Ein Kind geborn zu Bethlehem unter Nr. 740 aufgenommen worden. Zudem wurde es dort – wie schon im alten Gotteslob – als ökumenisches Lied gekennzeichnet. Im Reformierten Gesangbuch der deutschsprachigen Schweiz ist das Lied unter Nr. 386 enthalten – mit dem deutschen Text Ein Kind geborn zu Bethlehem, im Katholischen Gesangbuch der deutschsprachigen Schweiz unter Nr. 353.

## Text in Lateinisch und Deutsch
| Lateinischer Text                                                    | Deutscher Text, Straßburg 1560                                                                                             | Gotteslobalt 146                                                                                             |
| -------------------------------------------------------------------- | --- | --- |
| Puer natus in Bethlehem, Unde gaudet Jerusalem, alleluia.            | EIn Kind geborn zu Bethlehem / Zu Bethlehem / Des frewet sich Jerusalem / Halle halle Halleluia.                           | Ein Kind geborn zu Bethlehem, - Bethlehem; des freuet sich Jerusalem, Halleluja, halleluja.                  |
| Refrain: In cordis jubilo, Christum natum adoremus Cum novo cantico. | | |
| Assumpsit carnem Filius, Dei Patris altissimus, alleluia.            | | |
| Per Gabrielem nuntium, Virgo concepit Filium, alleluia.              | | |
| Tamquam sponsus de thalamo, Processit Matris utero, alleluia.        | | |
| Hic iacet in praesepio, Qui regnat sine termino, alleluia.           | HIe ligt es in dem kripffelein / Dem kripffelein / On ende ist die HERrschafft sein / Halle halle halleluia.               | Hier liegt es in dem Krippelein, - Krippelein; ohn Ende ist die Herrschaft sein. Halleluja, halleluja.       |
| Cognovit bos et asinus, Quod puer erat Dominus. alleluia.            | DAs öchslein vnd das eselein / das eselein / Erkandten Got den Herren sein / Halle halle Halleluia.                        | |
| Et Angelus pastoribus, Revelat quod sit Dominus, alleluia.           | | |
| Reges de Saba veniunt, Aurum thus myrrham offerunt, alleluia.        | DIe köng aus Saba kamen dar / Kamen dar / Gold / Weirauch / Mirrhen brachten sie dar / Halle halle Halleluia.              | Die König' aus Saba kamen her, - kamen her; Gold, Weihrauch, Myrrhe brachten sie dar. Halleluja, halleluja.  |
| Intrantes domum invicem, Novum salutant Principem, alleluia.         | | Sie gingen in das Haus hinein, - Haus hinein und grüßten das Kind und die Mutter sein. Halleluja, halleluja. |
| De Matre natus Virgine, Sine virili semine, alleluia.                | SEin Mutter ist die Reine magt / reine magt / Die on ein man geboren hat / Halle halle Halleluia.                          | |
| Sine serpentis vulnere, De nostro venit sanguine, alleluia.          | DIe schlang jn nit vergifften kond / Vergifften kond / Ist worden vnser blut on sünd / Halle halle halleluia.              | |
| In carne nobis similis, Peccato sed dissimilis, alleluia.            | ER ist gar vns gleich nach dem fleisch / Nach dem fleisch / Der sünden nach / doch vns nit gleich / Halle halle Halleluia. | |
| Ut redderet nos homines, Deo et sibi similes, alleluia.              | DAmit er jhm vns machet gleich / Machet gleich / Vnd wider brecht inn Gottes Reich / Halle halle Halleluia.                | Sie fielen nieder auf ihre Knie, - ihre Knie und sprachen: „Gott und Mensch ist hie“. Halleluja, halleluja.  |
| In hoc natali gaudio, Benedicamus Domino, alleluia.                  | FVr solche Gnadenreiche zeit / Reiche zeit / Sei Got gelobt in ewigkeit / Halle halle Halleluia.                           | Für solche gnadenreiche Zeit, - reiche Zeit, sei Gott gelobt in Ewigkeit. Halleluja, halleluja.              |
| Laudetur sancta Trinitas, Deo dicamus gratias, alleluia.             | | |

Eine alternative Textfassung stammt von Michael Praetorius; sie wurde später mit einer anderen Melodie unterlegt zu einem eigenständigen Lied.
Ein Kindelein so löbelich

ist uns geboren heute,

von einer Jungfrau säuberlich,

zu Trost uns armen Leuten.

Wär’ uns das Kind’lein nicht gebor’n

so wär’n wir allzumal verlor’n.

Das Heil ist unser alle.

Eia, du süsser Jesu Christ,

das du Mensch geboren bist,

behüt uns vor der Hölle.

Joseph, lieber Joseph mein,

hilf mir wiegen das Kindelein,

Gott, der wird dein Lohner sein

im Himmelreich

der Jungfrauen Kind Maria.

Eia.

## Übersetzungen
Eine dänische Übersetzung „Ith Barn er fød i Bethlehem…“ steht im dänischen Gesangbuch von Hans Tausen, En Ny Psalmebog von 1553. Nikolai Frederik Severin Grundtvig verfasste den heute bekannten Text „Et Barn er født i Bethlehem…“ (vergleiche Grundtvig: Sang-Værk til den danske Kirke-Skole [Salmer og aandelige Sange], Band 2, Kopenhagen 1873, Nr. 59, mit dem Hinweis „egen Folkemelodi“ [traditionelle Volksliedmelodie dazu]). Diese Fassung steht in den Gesangbüchern der dänischen Heimvolkshochschulen (vergleiche K. Bjerre – L. Kiil, Sanghåndbogen [Liederhandbuch], Kopenhagen 1999 [zu Højskolesangbogen, 17. Ausgabe, 1989], S. 84). „Et Barn er født i Bethlehem, thi glæde sig Jerusalem…“ in Den Danske Salmebog (dänisches Kirchengesangbuch), Kopenhagen 2003, Nr. 104, gehört zu den populärsten dänischen Weihnachtsliedern.
Eine dänische Übersetzung zu dem Text im Enchiridion, Zwickau 1528, „Ein Kindelein so löbelich ist uns geboren heute...“ (Praetorius-Text) als „Ein gesang von der gepurt Christi, den man auff Weihnachten singet...“, erschien im dänischen Gesangbuch, Rostock 1529, als „Et lidet barn saa ærefuldt...“, wahrscheinlich parallel zur niederdeutschen Fassung von 1530 „Ein Kindelin so lavelick...“, auf die N. K. Andersen in seinem Kommentar zum dänischen Gesangbuch Ludwig Dietz, Salmebog von 1536, Kopenhagen 1972, zu Nr. 20 und Nr. 42, hinweist. Hans Tausen übersetzte in En Ny Psalmebog von 1553 „Ith lidet Barn saa ærefuldt…“, aber diese Übersetzung hat sich gegenüber dem heutigen „Et lidet Barn så lysteligt…“ von Dietz 1536 nicht durchsetzen können. Den Danske Salmebog, Kopenhagen 2003, Nr. 102, druckt „Et lidet barn så lysteligt…“, das zuerst im dänischen Gesangbuch Malmö 1528 gedruckt wurde, von Nikolai Frederik Severin Grundtvig 1837 aufgegriffen und mehrfach 1843, 1845 usw. bearbeitet wurde und das auch in das Gesangbuch der dänischen Heimvolkshochschulbewegung Eingang fand: Højskolesangbogen, 18. Ausgabe, 2006, Nr. 234 (nach Grundtvig 1837 usw., „Vorlage“: Luther…, übersetzt von Arvid Petersen [Pedersen] 1529; Melodieverweis auf C. Balle 1855).

## Audiolinks
- Puer natus in Bethlehem, Orgelfassung von Johann Sebastian Bach (BWV 603), gespielt von Ton Koopman auf YouTube
- Puer natus in Bethlehem, gesungen von den Mönchen der Benediktinerabtei Silo/Spanien auf YouTube
- Ein Kind geborn zu Bethlehem, gesungen vom Collegium Vocale Cantant, Abcoude auf YouTube